# Il magnifico possesso
Il magnifico possesso (The Magnificent Possession) è un racconto di fantascienza di Isaac Asimov pubblicato per la prima volta nel 1940 nel numero di luglio della rivista Future Fiction.
Successivamente è stato incluso in varie antologie, tra cui Asimov Story (The Early Asimov) del 1972.
È stato pubblicato varie volte in italiano a partire dal 1973.

## Storia editoriale
Asimov scrisse il racconto nel novembre del 1938, ispirato dagli studi di chimica che stava svolgendo all'Università, e lo propose alla rivista Thrilling Wonder Stories con il titolo di Ammonium. Il racconto fu rifiutato e Asimov, non nutrendo molte speranze, decise di non tentare la pubblicazione con altre riviste. Tuttavia, dopo la pubblicazione del racconto Anello intorno al Sole su Future Fiction, l'autore riprese speranze e propose anche Ammonium, nell'agosto del 1939, alla stessa rivista. L'opera venne accettata e pubblicata nel numero di luglio 1940 di Future Fiction con il titolo di The Magnificent Possession. Anni dopo la pubblicazione Asimov ha giudicato l'opera giovanile non di qualità, a partire dal contenuto umoristico "imbarazzante" e dallo slang stereotipato utilizzato per le battute dei gangster di Brooklyn.

## Trama
Walter Sills vive a New York ed è un chimico consulente in difficoltà. Sills sta sviluppando un modo per placcare i metalli con ammonio puro, che risulterebbe più a buon mercato delle tradizionali placcature con nichel o cromo. Sebbene non abbia ancora completato i test del suo processo di placcatura si fa comunque una certa pubblicità, il che gli porta tutta una serie di problemi con dei gangster che si vogliono impadronire della formula e con politici corrotti che vogliono sfruttarlo.
Egli spera di vendere la sua invenzione a un magnate dell'acciaio ma, all'ultimo momento, scopre che il suo processo di placcatura genera un odore estremamente disgustoso e che persiste per un tempo indefinito, il che rende la sua invenzione commercialmente impraticabile.

## Edizioni
- (EN) Isaac Asimov, The Magnificent Possession, in Future Fiction, 1ª ed., Double Action Magazines, luglio 1940.
- Isaac Asimov, Il magnifico possesso, in Asimov Story n.1, Urania, n. 625, Milano, Mondadori, 1973.